# Stadtveen
Das Stadtveen ist ein Naturschutzgebiet in der niedersächsischen Stadt Haselünne im Landkreis Emsland.
Das Naturschutzgebiet mit dem Kennzeichen NSG WE 275 ist 7,2 Hektar groß. Es ist vollständig Bestandteil des FFH-Gebietes „Stadtveen, Kesselmoor, Süd-Tannenmoor“.
Das Naturschutzgebiet liegt südlich des zu Haselünne gehörenden Ortsteils Hülsen. Es besteht aus einem Schlatt, das von Torfmoos- und Wollgras-Schwingrasen überzogen ist. Am Ufer wachsen Weiden und Birken, daran schließen sich überwiegend mit Kiefern bewaldete Dünen an.
Das Gebiet stand seit dem 1. Dezember 1990 als Bestandteil des inzwischen gelöschten Naturschutzgebiet „Stadtveen - Schweinefehl“ mit dem Kennzeichen NSG WE 204 unter Naturschutz. Seit dem 31. Dezember 2009 bildet es ein eigenes Naturschutzgebiet. Zuständige untere Naturschutzbehörde ist der Landkreis Emsland.